# Dolina Siedmich prameňov
Die Dolina Siedmich prameňov (auch Dolina siedmych prameňov geschrieben; deutsch Siebenbrünnental, ungarisch Hét-forrás völgye, polnisch Dolina do Siedmiu Źródeł) ist ein Tal in der Slowakei im südöstlichen Teil des Gebirges Belianske Tatry (deutsch Belaer Tatra).

## Beschreibung und Abgrenzung
Das Tal ist ungefähr dreieinhalb Kilometer lang und erstreckt sich vom Südosthang des Bergs Bujačí vrch (deutsch Stiernberg, 1947 m n.m.) und weiter grob ostsüdostwärts bis zur Talmündung oberhalb des Straßenzugs Cesta Slobody. Im Norden grenzt das Tal an das Bergmassiv von Bujačí vrch und den Grat Kozí chrbát, im Süden trennt das bewaldete Massiv um den Hügel Stežky es vom zur Hohen Tatra gehörigen Talkomplex Dolina Kežmarskej Bielej vody, im Westen gelangt man über den Rücken Rakúsky hrebeň in die Täler Predné Meďodoly und Dolina Bielych plies in ebendiesem Talkomplex.

## Gewässer
Durch das Tal fließt der Bach Čierna voda (deutsch Schwarzwasser), das durch den Zusammenfluss des orographisch linksseitigen Hlboký potok (deutsch Tiefer Bach) mit dem rechtsseitigen Milý potok (deutsch Liebseifen) entsteht.

## Name und Geschichte
Der Name des Tals leitet sich ab von einer Quellengruppe am Südosthang von Bujačí vrch, slowakisch Sedem prameňov, deutsch Sieben Quellen oder Siebenbrünnen genannt. Diese auf einer Höhe von etwa 1250 m n.m. gelegenen Quellen speisen den Hlboký potok. Es ist anzumerken, dass z. B. im Polnischen der Name Dolina do Siedmiu Źródeł nur den obersten Teil bezeichnet. Das gesamte Tal heißt dort Dolina Czarna Rakuska (slowakisch Čierna dolina rakúska, deutsch Roksertal, nach dem Ort Rakúsy).
Einer der ersten namentlich bekannten Besucher war ein Kesmarker Bürger namens Drechsler, der im 18. Jahrhundert als Schürfer Golderze in der Gegend suchte und sich eine einfache Hütte baute, einen Vorgänger der heutigen Schutzhütte Plesnivec. Der schwedische Botaniker Göran Wahlenberg, der 1813 das Tal wegen seiner reichen Flora besuchte und über seine Reise in die Karpaten im Werk Flora Carpatorum principalium (Göttingen 1814) berichtete, ist Namensgeber für den hier vorkommenden westkarpatischen Endemiten Saxifraga wahlenbergii aus der Gattung Steinbrech. Adolf Gabriel, Funktionär des Ungarischen Karpathenvereins, später nur Karpathenverein, setzte sich für die touristische Erschließung des Tals ein. 1898 entstand ein Wanderweg vom Ort Tatranská Kotlina (deutsch Höhlenhain) bis zum Tal Dolina Bielych plies, 1907–08 wurde ein Weg über den Hauptkamm der Belaer Tatra, der zeitgenössisch Gabriel-Weg hieß, angelegt. Dieser wurde später zum östlichsten Abschnitt des Wanderwegs Tatranská magistrála, ist aber seit 1978 für Touristen gesperrt.

## Tourismus
Durch das Tal verlaufen zwei markierte Wanderwege. Der grüne Wanderweg beginnt bei Tatranská Kotlina und führt über die Hänge der Belaer Tatra zur Schutzhütte Plesnivec und weiter zum See Veľké Biele pleso in der Hohen Tatra. Der gelbe Wanderweg beginnt am Abzweig Čierna voda am blauen Wanderweg zwischen Kežmarské Žľaby und Tatranská Kotlina und führt ebenfalls zur Schutzhütte Plesnivec, dem Verlauf von Čierny potok und Hlboký potok folgend.